# HD 198181
HD 198181，又名BD+52 2799，SAO 32877、HR 7962，是一颗恒星，视星等为6.33，位于銀經90.87，銀緯6.12，其B1900.0坐标为赤經20h 43m 27.2s，赤緯+52° 6.12′ 52″。